# Edmondo Amati
Edmondo Amati (* 1920; † 5. Mai 2002 in Rom) war ein italienischer Filmproduzent.

## Leben
Amati begann im Jahr 1964 als Filmproduzent und war an 55 Filmen beteiligt. Die bekanntesten Filme, an denen er mitarbeitete, waren Enzo Castellaris Leg ihn um, Django, Marco Ferreris Die letzte Frau und Jorge Graus Das Leichenhaus der lebenden Toten. Zudem betätigte er sich als Regieassistent für den Film Huevos de oro, der jedoch erst nach seinem Tod veröffentlicht wurde.

## Filmografie (Auswahl)
- 1964: Due mafiosi nel Far West
- 1965: Die Gejagten der Sierra Nevada (El ranch de los implacables)
- 1965: 100.000 Dollar für Ringo (100.000 Dollari per Ringo)
- 1966: Django – Nur der Colt war sein Freund (Django spara per primo)
- 1966: Tampeko – Ein Dollar hat zwei Seiten (Per pochi dollari ancora)
- 1967: Action Man (Le Soleil des voyous)
- 1967: Argoman – Der phantastische Supermann (Come rubare la corona d’Inghilterra)
- 1967: Der eiskalte Engel (Le Samouraï)
- 1967: Leg ihn um, Django (Vado… l’ammazzo e torno)
- 1967: … und morgen fahrt ihr zur Hölle (Dalle Ardenne all’inferno)
- 1968: Django spricht kein Vaterunser (Quel caldo maledetto giorno di fuoco)
- 1968: Töte alle und kehr allein zurück (Ammazzali tutti e torna solo!)
- 1969: Mord im schwarzen Cadillac (Femmine insaziabili)
- 1969: Nackt über Leichen (Una sull’altra)
- 1970: Die Geliebte des Anderen (Qui?)
- 1971: Abend ohne Alibi (In nome del popolo italiano)
- 1973: Alle für einen – Prügel für alle (Tutti per uno… botte per tutti)
- 1973: Tote Zeugen singen nicht (La polizia incrimina la legge assolve)
- 1974: Das Leichenhaus der lebenden Toten (Non si deve profanare il sonno dei morti)
- 1975: Wir sind die Stärksten (Noi non siamo angeli)
- 1975: Wolfsblut greift ein (Zanna Bianca alla riscossa)
- 1976: Feuerstoß (Una Magnum special per Tony Saitta)
- 1976: Die letzte Frau (L’ultima donna)
- 1980: Asphaltkannibalen (Apocalypse domani)